# 소수판별법
수론에서, 소수판별법은 어떤 자연수 N이 소수인지 합성수인지를 판별하는 알고리즘들을 말한다.

## 간단한 방법들

### 직접 나누기
직접 나누기 (Trial Division)는 소수 판별법 중에서 가장 간단한 예시로, 어떤 수 N의 양의 제곱근 이하의 수들로 N을 나눠서 한 번이라도 나누어 떨어지면 합성수, 아니면 소수라고 판정하는 방법이다. 보통 다른 소수 판별법을 하기에 앞서서 특정 범위까지 나눠 보는 방식으로 많이 사용되며, 이 방법을 이용하여 어떤 수를 소인수 분해 할 수도 있다. 이 방법은 간단하고 편리하지만 다른 소수 판별법 중에서 가장 비효율적인 방식에 속하며 여러 소인수 분해 방법들 중에서도 가장 비효율적인 방법에 속한다.

### 윌슨의 정리
윌슨의 정리 (Wilson's Theorem)를 이용한 방법은 소수에서만 성립하는 다음 성질을 이용한 것이다.
{\displaystyle (p-1)!\equiv -1{\pmod {p}}}
어떤 자연수 n이 소수인지 합성수인지를 판별하려면 위 공식의 p의 자리에 n을 대입해서 결과가 -1이 나오면 소수, 아니면 합성수라고 하면 된다. 이 방법은 직접 나누는 방법과 같이 간편하지만 p가 30 이상이 되면 그 팩토리얼을 계산하기 힘들어지기 때문에 거의 쓰이지 않는다.

## 확률론적 방법들
확률론적 방법을 이용해서 나온 결과가 합성수이면 어떤 자연수 N은 합성수이지만, 결과가 소수로 나왔다고 해서 반드시 소수가 되지는 않는다. 따라서 어떤 자연수 N을 대입했을 때 나온 결과가 소수이면 이 수는 확률적 소수가 된다.

### 페르마 소수판별법
페르마 소수판별법 (Fermat's Primality Test)은 페르마 소정리를 이용하는 것으로, a와 p가 서로소이고 a<p이며 p가 소수일 때는 반드시 성립하는 다음의 관계식을 이용한 것이다.
{\displaystyle a^{p-1}\equiv 1{\pmod {p}}}
만약 어떤 자연수 N을 이 식의 p 자리에 대입했을 때 성립하지 않으면 N은 합성수이다. 반대로, 어떤 자연수 N이 다음의 관계를 만족하면 이 수는 확률적 소수이며, 그렇다고 해서 이 수가 반드시 소수가 되지는 않는다.

### 솔로바이-스트라센 소수판별법
솔로바이-스트라센 소수판별법 (Solovay-Strassen Primality Test)은 레온하르트 오일러가 발견한 정리를 이용한다. 어떤 소수 p와 이 소수 p와 서로소인 정수 a에 대하여 다음 관계식이 성립한다.
{\displaystyle a^{\frac {p-1}{2}}\equiv \left({\frac {a}{p}}\right){\pmod {p}}}
여기서 오른쪽 기호는 야코비 기호이다. 만약 어떤 정수 p와 이 정수에 서로소인 정수 a에 대하여 위의 관계식이 성립하지 않으면 p는 합성수이고, 아니면 p는 확률적 소수가 된다.

### 밀러-라빈 소수판별법
밀러-라빈 소수판별법 (Miller-Rabin Primality Test)은 다음과 같이 작동한다. 소수인지 확인하고 싶은 수를 N이라고 하고, N-1을 2s·d (d는 홀수)꼴로 분해한다. 만약 어떤 양의 정수 a와 0 ≤ r ≤ s − 1인 어떤 r에 대하여
{\displaystyle a^{d}\equiv 1{\pmod {N}}}
또는
{\displaystyle a^{2^{r}\cdot d}\equiv -1{\pmod {N}}}
이라면 N은 확률적 소수이다. 만약 위 두 식이 모두 성립하지 않으면, N은 합성수이다.
일반적으로 밀러-라빈 소수판별법은 솔로바이-스트라센 소수판별법보다 강력하다. 즉, 밀러-라빈 소수판별법은 솔로바이-스트라센 소수판별법보다 더 효과적으로 합성수를 걸러낼 수 있다. 또한 일반화 리만 가설이 맞다면 {\displaystyle \lfloor 2(\ln N)^{2}\rfloor }개의 a로 이 소수판별법을 이용했을 때 결과가 모두 소수로 나오면 이 수는 실제로 소수가 된다.

### 뤼카 소수판별법 (확률적)
뤼카 소수판별법 (Lucas Probable Prime Test)는 수학자 에두아르 뤼카 (Édouard Lucas)의 이름을 따서 만들어진 소수판별법으로, 다음과 같이 작동한다.
어떤 수 n과 임의의 정수 P>0, Q, 그리고 {\displaystyle D=P^{2}-4Q\neq 0}에 대하여 우리는 다음과 같은 함수 {\displaystyle \delta (n)=n-\left({\frac {D}{n}}\right)}와 뤼카 수열
{\displaystyle U_{0}=0,U_{1}=1,U_{k}=PU_{k-1}-QU_{k-2}}
그리고
{\displaystyle V_{0}=2,V_{1}=P,V_{k}=PV_{k-1}-QV_{k-2}}
를 정의할 수 있다. 만약 n, P, Q, 그리고 D에 대하여
{\displaystyle U_{\delta (n)}\equiv 0{\pmod {n}}}
이라는 관계식이 성립하면, n은 확률적 소수이다. 만약 이 식이 성립하지 않으면 n은 합성수가 된다.

#### 강한 뤼카 소수판별법 (확률적)
강한 뤼카 소수판별법 (Strong Lucas Probable Prime Test)은 뤼카 소수판별법을 개량하여 만든 소수판별법으로, 뤼카 소수판별법보다 더 강력하다.
만약 뤼카 수열 {\displaystyle U_{n}}과 {\displaystyle V_{n}}, 그리고 부등식 0 ≤ r < s를 만족하는 어떤 r에 대하여
{\displaystyle U_{d}\equiv 0{\pmod {n}}}
또는
{\displaystyle V_{d\cdot 2^{r}}\equiv 0{\pmod {n}}}
이라면 n은 확률적 소수이다. 만약 이 두 식이 모두 성립하지 않으면 n은 합성수이다.

#### 매우 강한 뤼카 소수판별법 (확률적)
매우 강한 뤼카 소수판별법 (Extra Strong Lucas Probable Prime Test)는 다음과 같이 작동한다. 만약 뤼카 수열 {\displaystyle U_{n}}과 {\displaystyle V_{n}}, 그리고 부등식 0 ≤ r < s를 만족하는 어떤 r에 대하여
(1) {\displaystyle U_{d}\equiv 0{\pmod {n}}} 그리고 {\displaystyle V_{d}\equiv \pm 2{\pmod {n}}}
또는
(2) {\displaystyle V_{d\cdot 2^{r}}\equiv 0{\pmod {n}}}
만약 (1)과 (2) 중 하나라도 성립하면 n은 확률적 소수가 되고, (1)과 (2)가 모두 성립하지 않으면 n은 합성수가 된다. 또한 이 소수판별법은 강한 뤼카 소수판별법보다 더 강력하다. 

### 베일리-PSW 소수판별법
베일리-PSW 소수판별법 (Baillie-PSW Primality Test)은 로버트 베일리, 칼 포머런스, 존 셀프리지, 그리고 사무엘 웨그스태프의 이름을 따서 만든 소수판별법이다. 이 소수판별법은 a=2일 때의 밀러-라빈 소수판별법을 먼저 실행한 후, 강한 뤼카 소수판별법을 이용하여 한 번 더 소수판별법을 실행한 후 후속적으로 몇 가지 검사를 더 한다. 현재까지는 264 미만의 수들에 대해 이 소수판별법을 이용했을 경우 실제의 결과와 한 번도 틀리지 않았기 때문에 아마도 결정론적 소수판별법이라고 추측되지만, 아직 증명이 되지는 않았다.

## 결정론적 소수판별법
결정론적 소수판별법들은 결과가 소수로 나오면 그 수는 무조건적으로 소수가 되고, 합성수라고 나오면 그 수는 무조건적으로 합성수인 알고리즘들이다.

### 뤼카-레머 소수판별법
뤼카-레머 소수판별법 (Lucas-Lehmer Primality Test)은 메르센 수에만 적용할 수 있는 소수판별법이다. 어떤 메르센 수 Mp = 2p − 1에서 p가 홀수 소수일 때 (만약 p가 합성수이면 이 메르센 수는 1보다 큰 약수를 반드시 가지게 된다), 우리는 다음 수열을 정의할 수 있다.
{\displaystyle s_{0}=4,s_{i}=s_{i-1}^{2}-2}
만약 {\displaystyle s_{p-2}\equiv 0{\pmod {2^{p}-1}}}이라면 이 메르센 수는 소수가 되고, 아닌 경우에는 합성수가 된다.

### 뤼카-레머-리젤 소수판별법
뤼카-레머-리젤 소수판별법 (Lucas-Lehmer-Riesel Primality Test)은 N = k ⋅ 2n − 1 (k < 2n)형태의 수 N에 대하여 적용할 수 있는 소수판별법이다. 이 소수판별법은 뤼카-레머 소수판별법과 거의 똑같으며, 다만 k의 값에 따라 초깃값 (s0)을 다르게 정한다. 아래는 k의 값에 대한 초깃값(s0)들이다.
- k = 2이거나 k = 4일 때는 n의 값에 1 또는 2를 더하여 뤼카-레머 소수판별법을 적용한다.
- k = 1이고 n이 홀수이면 이 소수판별법은 뤼카-레머 소수판별법과 똑같아진다. 따라서 s0=4이다. 만약 k = 1이고 n ≡ 3 (mod 4)이면 s0=3으로 해도 된다.
- k = 3이고 n ≡ 0 또는 3 (mod 4)이라면 s0=5778이다.
- k ≡ 1 또는 5 (mod 6)이고 {\displaystyle 3\nmid N}이면 {\displaystyle s_{0}=(2+{\sqrt {3}})^{k}+(2-{\sqrt {3}})^{k}}이다.
- 위의 경우에 모두 속하지 않는 경우, 다음과 같이 s0을 구하면 된다.
  - 1. 두 식 {\displaystyle \left({\frac {P-2}{N}}\right)=1} 그리고 {\displaystyle \left({\frac {P+2}{N}}\right)=-1}을 만족시키는 자연수 P를 구한다. 만약 {\displaystyle 3\nmid k}이면 P=4로 해도 된다. 여기서 각 등식의 왼쪽 항의 기호는 야코비 기호이며, 5, 8, 9, 11 중 어느 하나라도 P의 조건을 만족할 확률은 85% 정도이다.
  - 2. 위에서 구한 값 P와 Q=1을 이용하여 뤼카 수열 중 k번째 항인 {\displaystyle V_{k}}를 구한다. 이때, {\displaystyle s_{0}=V_{k}}가 된다.

위 과정에 따라서 초깃값을 정한 후 {\displaystyle s_{i}=s_{i-1}^{2}-2}를 이용하여 {\displaystyle s_{n-2}}의 값을 구한다. 만약 {\displaystyle s_{n-2}\equiv 0{\pmod {N}}}이면 N은 소수, 아니면 합성수이다.

### 프로트의 정리
프로트의 정리 (Proth's Theorem)는 어떤 프로트 수가 소수인지를 확인할 수 있는 정리이다. 만약 어떤 프로트 수 N=k ⋅ 2n + 1 (k는 홀수이고 k < 2n 이다)와 어떤 정수 a에 대하여
{\displaystyle a^{\frac {N-1}{2}}\equiv -1{\pmod {N}}}
이라는 관계식이 성립하면 N은 소수가 된다. 만약 N이 실제로 소수이면, 어떤 양의 정수 a가 다음의 관계식을 만족할 확률은 50%가 된다.

### 페팽 소수판별법
페팽 소수판별법 (Pépin's test)은 페르마 수에 대해서 적용할 수 있는 소수판별법으로, 다음과 같이 작동한다.
만약 어떤 페르마 수 {\displaystyle F_{n}=2^{2^{n}}+1}에 대하여
{\displaystyle 3^{\frac {F_{n}-1}{2}}\equiv -1{\pmod {F_{n}}}}
이 성립하면 {\displaystyle F_{n}}은 소수가 되고, 아니면 {\displaystyle F_{n}}은 합성수가 된다. 페팽 소수판별법은 프로트의 정리의 개량된 부분정리라고도 할 수 있다.

### 뤼카 소수판별법 (결정론적)
결정론적인 뤼카 소수판별법 (Lucas Primality Test)은 다음과 같이 작동한다. 만약 1<a<n인 어떤 정수 a에 대하여
{\displaystyle a^{n-1}\equiv 1{\pmod {n}}}
그리고 n-1의 모든 소인수 q에 대하여
{\displaystyle a^{\frac {n-1}{q}}\not \equiv 1{\pmod {n}}}
이라면 n은 소수이다. 만약 위 조건들을 만족하는 a가 1과 n 사이에 존재하지 않으면 n은 합성수가 된다. 이 소수판별법은 n-1의 소인수들을 모두 알아야 하기 때문에 많이 쓰이지는 않지만, 포클링턴-레머 소수판별법의 기초가 된다.

### 포클링턴-레머 소수판별법
포클링턴-레머 소수판별법 (Pocklington-Lehmer Primality Test)은 다음과 같이 작동한다. 먼저, N−1을 AB  꼴로 분해한다. 이때 A와 B는 서로소이며 {\displaystyle A>{\sqrt {N}}} 이고 A의 소인수분해를 알아야 한다.
만약 A의 각각의 소인수 p에 대하여
{\displaystyle a_{p}^{N-1}\equiv 1{\pmod {N}}}
그리고
{\displaystyle \gcd(a_{p}^{(N-1)/p}-1,N)=1}
을 만족하는 자연수 {\displaystyle a_{p}}가 A의 모든 소인수에 대하여 존재한다면 N은 소수가 된다. 만약 첫 번째 식의 값이 1이 아니거나 두 번째 식의 값이 1 또는 N이 아니라면 N은 합성수가 된다. 또한 브릴하트와 레머, 그리고 셀프리지는 A 부분이 {\displaystyle (N/2)^{\frac {1}{3}}}보다 커도 사용할 수 있는 개량된 알고리즘을 개발하였으며, 이 소수판별법과 쇼어의 알고리즘을 양자컴퓨터에서 재귀 반복하여 사용한다면 어떤 수를 소인수분해하는 데 걸리는 시간은 {\displaystyle O((\log {n})^{3}(\log {\log {n}})^{2}(\log {\log {\log {n}}}))}이 된다.

### 타원곡선 소수판별법
타원곡선 소수판별법 (Elliptic Curve Primality Proving, ECPP)은 타원곡선을 이용한 소수판별법이다. 애트킨 (Atkin)과 모레인 (Morain)이 개발한 알고리즘으로, 이 소수판별법을 이용하면 어떤 수가 소수인지 합성수인지를 {\displaystyle O((\log {n})^{5+\epsilon })} 시간 안에 판별할 수 있게 된다. 다만 모든 자연수에 대해서 다항 시간 안에 소수판별이 끝나는지는 증명이 되지 않았으나, 컴퓨터에서 어떤 수가 소수인지를 확인할 때 쓰이는 알고리즘 중에서 많이 쓰이는 방법 중 하나이다.

### APR 소수판별법
APR 소수판별법 (Adleman-Pomerance-Rumely Primality Test, APR Primality Test)은 어떤 수가 소수인지 합성수인지를 결정론적으로 확인할 수 있는 알고리즘이며 이 소수판별법의 개선된 방법인 APR-CL 소수판별법은 어떤 수가 소수인지 합성수인지를 {\displaystyle (\log {n})^{O({\log {\log {\log {n}}}})}}시간 안에 확인할 수 있다. 주로 컴퓨터에서 특정한 조건을 만족하는 수에 대해 많이 쓰는 알고리즘이다.

### AKS 소수판별법
AKS 소수판별법 (Agrawal-Kayal-Saxena Primality Test, Cyclotomic AKS Test)은 결정론적이고, 무조건적이고, 모든 자연수에 대해 작동하고, 어떤 수가 소수인지 합성수인지를 다항 시간 안에 판별할 수 있는 유일한 알고리즘이다. 2002년에 발견되었으며, 이 발견을 한 세 저자들은 2006년 괴델상, 풀커슨상을 비롯한 많은 상들을 수상하였다. 원래 버전의 AKS 소수판별법은 어떤 수가 소수인지 합성수인지를 {\displaystyle O(\log ^{12}{n})}시간 안에 판별할 수 있으며, 후에 포머런스와 렌스트라에 의해 {\displaystyle O(\log ^{6}{n})}시간만에 어떤 수가 소수인지 합성수인지를 확인할 수 있는 개선된 AKS 소수판별법이 나오게 되었다. 또한 이 소수판별법의 개량된 방법 중 하나는 아그라왈의 추측이 맞다면 실행 시간이 {\displaystyle O(\log ^{3}n)}이 되며, 실행 시간이 다항 시간이기는 하지만 다른 소수판별법들보다 현저히 느리기 때문에 이 알고리즘은 실제로 큰 수를 소수판별할 때 많이 쓰이지 않는다.

## 같이 보기
- 소인수분해 알고리즘
- 유사소수
- 소수와 합성수